# Лухте
Лухте (ест. Luhte) — село в Естонії, входить до складу волості Вастселійна, повіту Вирумаа.